# Vanni Canepele
Pier Giovanni Canepele, meglio noto come Vanni Canepele (Bologna, 18 giugno 1916 – Pietrasanta, 7 luglio 1983), è stato un tennista e cestista italiano.
Fu per tre volte campione italiano assoluto di tennis nel singolare (1938, 1939 e 1949) e capitano non giocatore della squadra italiana di Coppa Davis tra il 1955 e il 1964.

## Biografia

### Carriera nella pallacanestro
Pier Giovanni Canepele, per tutti Vanni, si alterna inizialmente tra i campi di tennis e quelli di pallacanestro. È presente nella prima sfida internazionale della pallacanestro bolognese che si svolge il 17 gennaio 1932, quando una rappresentativa bolognese affronta il Kalev Tallin, uscendo sconfitta per 12-86. A quel tempo Canepele militava nel Galvani. È poi in formazione nella Virtus Pallacanestro Bologna 1938-1939 raggiungendo il terzo posto in Serie A, disputando 12 gare e realizzando 56 punti.

### Carriera come giocatore di tennis
Ben più interessante è la sua carriera di tennista. È stato tre volte campione d’Italia assoluto nel singolare (1938-1939 e 1949). Nel 1948 è finalista a Milano, quando perde da Gianni Cucelli solo al quinto set 7-5 1-6 4-6 6-0 8-6. In precedenza, nel 1937, è finalista anche nel doppio misto, con Lucia Manfredi.
Nei tornei del Grand Slam Canepele ha perso al primo turno degli Internazionali di Francia 1935 dalla testa di serie n. 13 André Merlin. Partecipa anche nel 1937 quando arriva al terzo turno perdendo dal francese Bernard Destremau. Al Torneo di Wimbledon dello stesso anno giunge al terzo turno. Stesso risultato nel 1949 quando si arrende al fuoriclasse australiano Frank Sedgman. Nel 1950 perde al primo turno in cinque set dall'olandese Van Swol. Agli U.S. National Championships 1949 perde al primo turno da Frank Parker. Vanta due partecipazioni agli Internazionali d'Italia. Nel 1935 batte al secondo turno l'australiano Harry Hopman e poi è eliminato al terzo. Nel 1952 è eliminato al secondo turno.
Canepele ha vinto il Torneo di Trieste del 1948 e quello di Saint Moritz nel 1949 e nel 1950. È stato finalista ai Campionati Internazionali di Sicilia del 1939 sconfitto dal rumeno Constantin Tanasescu in tre set. Nel 1950 al Torneo di Trieste, è sconfitto da Giuseppe Merlo per abbandono.
Come giocatore della nazionale di coppa Davis, nel periodo 1937-1949, Canepele ha giocato 16 match, vincendone dieci. Nel 1937 ha vinto i due match di singolare contro il Principato di Monaco ma ha dovuto cedere ai più forti Gottfried von Cramm e Henner Henkel, nei quarti di finale contro la Germania. Nel 1938 si aggiudica entrambi i match sull’erba contro l'Irlanda e quelli contro la Polonia ma perde in semifinale nuovamente dal francese Destremau. Nel 1939 batte il tennista del Principato ma, in semifinale contro la Jugoslavia, dopo aver battuto Mitic, perde l’incontro decisivo per il passaggio del turno contro Franjo Punčec. Dopo la pausa bellica, torna a giocare nel 1949 contro il Sudafrica (perde in apertura da Sturgess ma si aggiudica il punto decisivo per il passaggio del turno battendo Fannin). Nella semifinale europea persa contro la Jugoslavia si aggiudica il punto della bandiera.

### Capitano non giocatore di Coppa Davis
Canepele gioca ancora saltuariamente sino a quando, nel 1955, è nominato capitano non giocatore della squadra italiana di Coppa Davis. Lascia l’incarico l’anno successivo a Ferrante Cavriani. È poi richiamato nel 1958 sino al 1964, fatte salve alcune interruzioni quando è sostituito da Giorgio Dal Fiume (1958), Giorgio Neri ed Eugenio Migone (1960).
Nel 1955 subentra in corso d’opera ai quarti di finale con la Danimarca. Conferma come singolaristi Gardini e Merlo e, in doppio, Pietrangeli-Sirola. Si vince 5-0. Stesso risultato in semifinale contro la Gran Bretagna dove Canepele promuove Pietrangeli titolare nel singolare per indisponibilità di Merlo.. L'alto-atesino torna titolare nella finale europea contro la Svezia dove, a risultato acquisito (4-1), è schierato anche Sirola nel singolare. Nulla da fare nella finale interzone contro l'Australia, a Filadelfia, dove Merlo non è nemmeno convocato. Il doppio si arrende a Hartwig-Hoad, campioni uscenti di Wimbledon, e nulla possono i singolaristi Gardini, Pietrangeli e Sirola (schierato a risultato acquisito per l'Australia) contro i fuoriclasse Rosewall e Hoad.
Dopo due anni di assenza, nel 1958 Vanni Canepele torna a sedersi sulla panchina di capitano non giocatore della squadra di Davis ma anche stavolta a partire dall'incontro con la Danimarca, nei quarti di finale. Essendosi temporaneamente ritirato Gardini, sceglie come secondo singolarista Orlando Sirola, al posto del più quotato Giuseppe Merlo, che ritiene inadatto per la manifestazione. 5-0 per l’Italia. Per le finali interzone lascia la panchina ad Eugenio Migone.
Ritorna alla guida della squadra all'inizio del 1959, confermando Sirola come titolare anche nel singolare. L'Italia si prende una rivincita sul Belgio (4-1), grazie alla vittoria del doppio Pietrangeli-Sirola su Brichant-Washer (6-2, 6-3, 6-4) mentre a risultato acquisito vi è l'esordio di Sergio Tacchini. Ai quarti di finale è superato anche il Sudafrica per 4-1, con Merlo schierato a risultato acquisito.
Poi furono superate la Francia 4-1 (con Merlo nuovamente schierato a risultato acquisito e sconfitto) e la Spagna nella finale europea con il medesimo risultato (ad essere schierato a risultato acquisito e sconfitto stavolta fu Sergio Tacchini). Purtroppo, nella semifinale interzone, l'ostacolo australiano è ancora una volta insormontabile. Nulla possono Pietrangeli e Sirola contro Laver e Fraser, così come in doppio contro Fraser-Emerson. Ininfluente fu la vittoria di Pietrangeli, nell’ultimo giorno, contro Roy Emerson, in tre set (1-4 il risultato finale).
Nella Coppa Davis 1960 Gardini torna in attività ma gli si preferisce comunque Sirola come secondo singolarista. Canepele è alla guida della squadra solo a partire dalla finale interzone, che si gioca nell’erba di Perth (Australia), contro gli Stati Uniti. Il primo giorno vede gli statunitensi condurre per 2-0, con vittorie di Buchholz su Sirola e di MacKay su Pietrangeli (13-11 al quinto set). Nel doppio Pietrangeli e Sirola battono gli statunitensi Buchholz-McKinley per 13-11 al quarto set. Nell'ultima giornata, Pietrangeli batte Buchholz in cinque tirati set ma il punto decisivo lo ottiene Orlando Sirola, che sconfigge il n. 1 USA Barry MacKay in tre set (9-7, 6-3, 8-6). Per la prima volta nella storia, l'Italia accede alla finalissima di Coppa Davis, contro l'Australia, ed è dal 1937 che tale sfida non è disputata tra Australia e Stati Uniti. Sull’erba di Sydney, tuttavia, per l’Italia non c'è nuovamente nulla da fare. Anche in questo caso è ininfluente la vittoria di Pietrangeli su Neale Fraser. 4-1 il risultato finale per i campioni uscenti.
Di rientro da Wimbledon viene riscontrato a Sirola un trauma al gomito destro e prescritto riposo e roentgenterapia. La Commissione tecnica, di cui Canepele fa parte, decide di esonerarlo dai match di singolare ma nel doppio è ritenuto indispensabile. Sulla panchina della Coppa Davis si alterna con Eugenio Migone, anche lui componente della Commissione. Nella semifinale contro la Francia, Canepele richiama Gardini come secondo singolarista. L’Italia vince 4-1, con l'unica sconfitta subita da Merlo a cui Pietrangeli ha ceduto il posto a risultato acquisito. Nella finale europea contro la Svezia, siede invece Migone. Pietrangeli perde contro Lundquist ma poi vince in doppio con Sirola e ottiene il punto decisivo contro Schmidt. 4-1 per l'Italia. Si giunge così alla finale interzone, al Foro Italico, con Canepele nuovamente capitano non giocatore contro gli Stati Uniti che si presentano con una squadra di rincalzi. Nonostante ciò Douglas batte Gardini in apertura. Il punto decisivo è ottenuto da Pietrangeli sullo stesso Douglas al terzo giorno in tre set. Si giunge nuovamente alla finalissima, per la seconda volta nella storia del tennis italiano ma la si gioca ancora in Australia, a Melbourne. Canepele mette in campo Sirola anche nel singolare, ritenendolo il più "erbivoro" dei nostri tennisti nonostante l'infortunio al gomito. È comunque una disfatta (0-5). In casa e sulla superficie preferita, gli australiani Laver ed Emerson e il doppio Emerson-Fraser si rivelano imbattibili.
Nel 1962, il posto di secondo singolarista è assegnato a Gardini. La stagione inizia con una vittoria per 5-0 contro l'Unione Sovietica, a Firenze. Prosegue con una vittoria per 4-1 contro l'Ungheria, a Brescia, ma dove Pietrangeli, il primo giorno, è sconfitto dall'anziano István Gulyás, in quattro set. Sicuramente più confortante è il risultato di 5-0 contro la Gran Bretagna a Milano, in semifinale. Nella finale europea, a Båstad, invece, la Svezia si vendica delle tante sconfitte, eliminando l’Italia per 4-1. Pietrangeli non conquista nessun punto, nemmeno quello, apparentemente scontato, del doppio, con Sirola (sconfitta 9-7 al quinto set contro Lundquist e Schmidt). Anche Gardini perde con Lundquist.
Nel 1963, un sorteggio sfortunato abbina, al primo turno, la Spagna e l'Italia, da giocarsi a Barcellona. Pietrangeli compie il miracolo di sconfiggere, in apertura, il bravissimo idolo locale Manuel Santana in quattro set (6-3, 6-4, 3-6, 8-6). Poi, Pietrangeli-Sirola perdono da Santana e José Luis Arilla in tre soli set e il trentatreenne Gardini perde entrambi i singolari determinando l'eliminazione. 4-1 il punteggio finale per la Spagna. L'Italia non veniva eliminata al primo incontro di Davis dal 1936. Sirola si ritira dalla Coppa Davis.
Convinto del declino irreversibile di Gardini, nel 1964 Canepele lancia Sergio Tacchini che, al primo turno contro l'Egitto, è fondamentale per la vittoria 4-1 dell'Italia, vincendo entrambi i singolari e il doppio, in coppia con Pietrangeli. Questi, dopo aver sconfitto il suo avversario il primo giorno, lascia il campo a Giordano Maioli, per l'ultimo non decisivo match. Non c'è storia anche al secondo turno, contro la Rhodesia, sconfitta per 5-0, con Merlo secondo singolarista e l'inedito doppio Pietrangeli-Maioli. In semifinale con la Svezia, Canepele schiera nuovamente Tacchini. Questi perde in singolare sia con Lundquist, sia con Schmidt e così il doppio Pietrangeli Maioli. Ininfluente la vittoria di Pietrangeli su Schmidt. L'Italia è eliminata per 3-1 e Canepele esonerato.
In ogni caso, Canepele, insieme a Nicola Pietrangeli (1976-1977)  e Vittorio Crotta (1979-1980) è l'unico capitano non giocatore ad aver guidato la squadra italiana in due finalissime di Coppa Davis.

### Vita extrasportiva
Oltre all’attività sportiva, Canepele svolgeva la professione di avvocato civilista. Era sposato e padre di tre figli e risiedeva a Firenze. In vacanza nella sua casa tra Forte dei Marmi e Marina di Massa, è colpito da improvviso malore e trasportato all'ospedale di Pietrasanta, dove muore l’8 luglio 1983, a soli sessantasette anni.